# Орлув (Підкарпатське воєводство)
Орлув (пол. Orłów) — село в Польщі, у гміні Борова Мелецького повіту Підкарпатського воєводства.
Населення — 265 осіб (2011).
У 1975-1998 роках село належало до Ряшівського воєводства.

## Демографія
Демографічна структура станом на 31 березня 2011 року:
|          | Загалом | Допрацездатний вік | Працездатний вік | Постпрацездатний вік |
| -------- | ------- | ------------------ | ---------------- | -------------------- |
| Чоловіки | 141     | 35                 | 88               | 18                   |
| Жінки    | 124     | 18                 | 78               | 28                   |
| Разом    | 265     | 53                 | 166              | 46                   |